# (9965) GNU
(9965) GNU ist ein Asteroid des Hauptgürtels, der am 5. März 1992 im Rahmen des Spacewatch-Programms entdeckt wurde. Der Asteroid ist nach dem GNU-Projekt von Richard Stallman benannt.
Mit (9885) Linux, (9793) Torvalds, (9882) Stallman und (13926) Berners-Lee bekamen weitere Asteroiden Namen von prominenten Softwareentwicklern oder FLOSS-Projekten.